# Pietro Campilli
Pietro Campilli (Frascati, 30 novembre 1891 – Roma, 8 luglio 1974) è stato un politico italiano, più volte ministro della Repubblica.

## Biografia
Diplomatosi in ragioneria, si laurea poi in Economia e Commercio. Militante della Federazione Universitaria Cattolica Italiana (FUCI), ne presiede il circolo romano. Nel novembre-dicembre 1918 partecipa alla piccola costituente del Partito Popolare Italiano. Nel febbraio seguente è tra i principali componenti della direzione romana, da cui è estromesso nell'agosto successivo per le sue posizioni ritenute troppo avanzate. È consigliere nazionale del PPI nei congressi di Napoli (8- 11 aprile 1920), Venezia (20-23 ottobre 1921) e Torino (12-13 aprile 1923).
Attivo nel Lazio, soprattutto per quel che riguarda le questioni agricole, nella campagna elettorale per le elezioni provinciali del 1920, rimane vittima di un attentato. Ciononostante viene eletto consigliere alla Provincia di Roma, dove svolge il ruolo di leader dell'opposizione fino al 1923, allorquando decade dalla carica per lo scioglimento del Consiglio.
Durante il ventennio fascista svolge l'attività d'imprenditore. Dal 1943 partecipa al processo di formazione della Democrazia Cristiana, collaborando all'estensione della parte economica delle "Idee ricostruttive" e poi facendo parte del I Consiglio Nazionale (luglio 1944) e della direzione (agosto 1945).
Membro del comitato economico del CLN, della Consulta Nazionale e della Commissione economica per la Costituente, il 2 giugno 1946 viene eletto all'Assemblea Costituente nella circoscrizione laziale, nella quale verrà eletto deputato nel 1948.
Nel luglio 1946 entra nel secondo governo De Gasperi come Ministro del commercio con l'estero. Dal febbraio 1947 è ministro delle Finanze e del Tesoro nel terzo Governo De Gasperi, con questa carica accompagna il Presidente del Consiglio negli USA per trattare il prestito di 100 milioni di dollari dell'Export-import bank.
Dal maggio 1947 fino al 1949 rappresenta l'Italia prima al Comitato di cooperazione economica europea e poi all'OECE.

Nel 1951 è dapprima ministro senza portafoglio e poi Ministro dei trasporti nel sesto Governo De Gasperi, nel successivo dicastero De Gasperi ricopre invece la carica di Ministro dell'industria e del commercio.

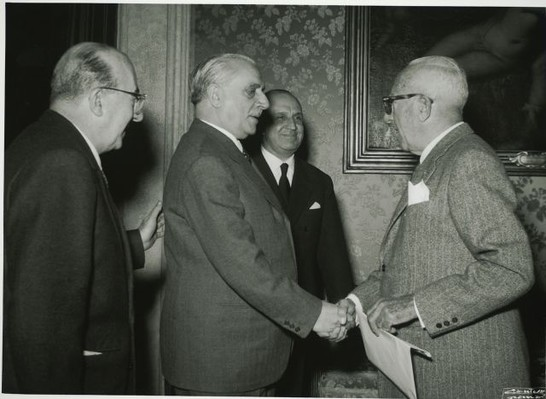
Pietro Campilli alla Camera dei deputati nel 1959

Dal 1953 al 1958 è ministro senza portafoglio per la Cassa del Mezzogiorno nei governi: De Gasperi VIII, Pella, Fanfani I, Scelba, Segni I e Zoli, ed in alcuni casi ha avuto anche la  delega a presidente per il Comitato dei Ministri per l'esecuzione di opere straordinarie nell'Italia centrale e meridionale.
Da febbraio 1958 a maggio 1959 è stato presidente della neo-nata Banca europea degli investimenti in Lussemburgo, mentre nel 1959 viene nominato presidente del Consiglio nazionale dell'economia e del lavoro (CNEL), carica che ricopre fino alla morte nel 1974.
Tra il 1970 e il 1971 presiede il gruppo industriale Montedison come soluzione di compromesso fra democristiani e socialisti, ma poi cede il posto al presidente dell'Eni Eugenio Cefis.